# Hippadenella rouzaudi
Hippadenella rouzaudi är en mossdjursart som först beskrevs av Calvet 1904.  Hippadenella rouzaudi ingår i släktet Hippadenella, ordningen Cheilostomatida, klassen Gymnolaemata, fylumet mossdjur och riket djur. Inga underarter finns listade i Catalogue of Life.